# Café dalgona

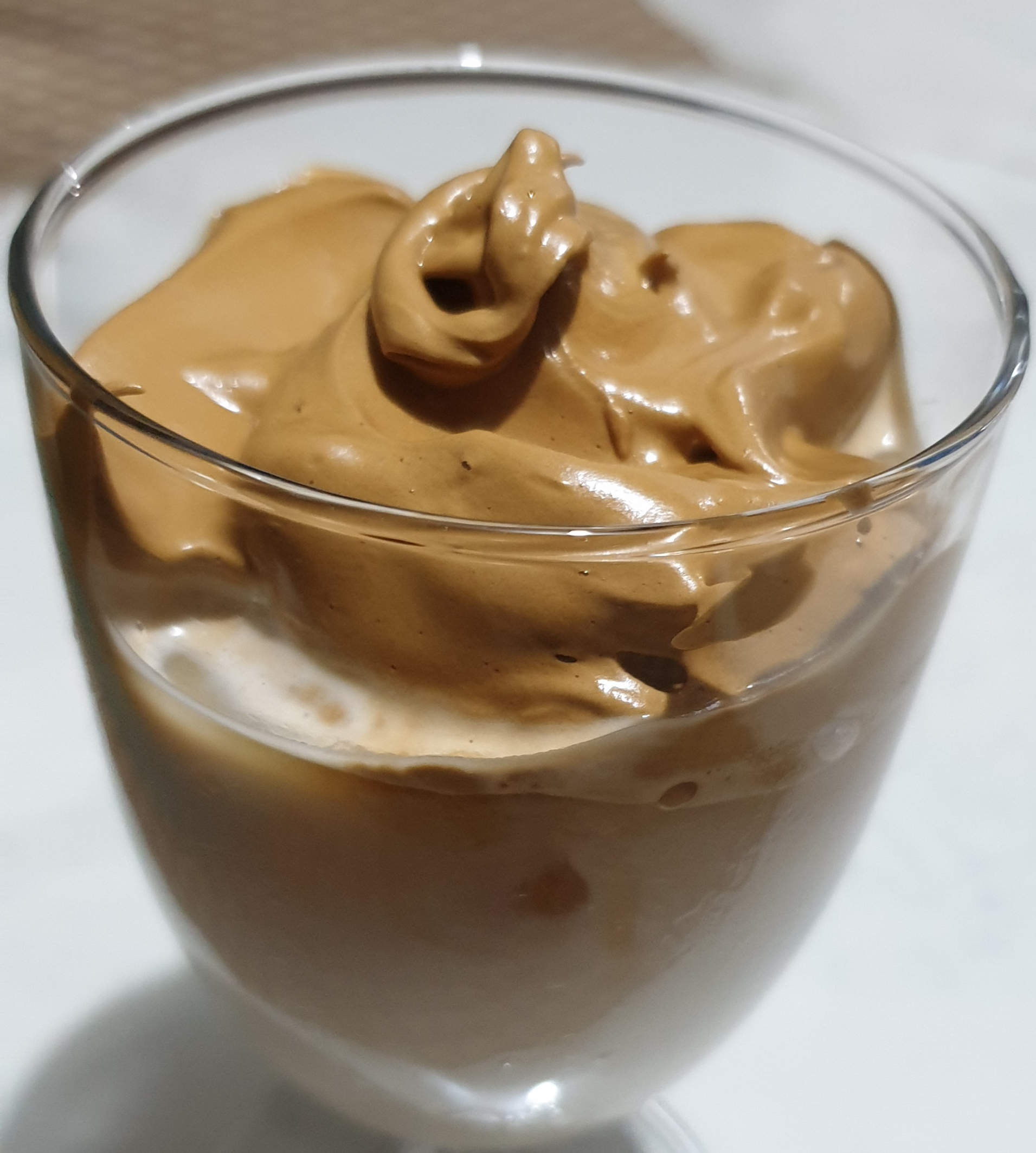
Café dalgona

Café dalgona (em coreano:  달고나커피) é uma bebida feita por batedeiras de proporções iguais de Café em pó instantâneo, açúcar e água quente até que um creme ou espuma é formada. Em seguida, adicione esse creme ao leite quente ou frio. Às vezes é decorada com café em pó, cacau, biscoitos ou mel. Sua receita foi compartilhada e popularizada nas mídias sociais durante Pandemia de COVID-19, por pessoas que estavam em quarentena em casa e comendo Eles fizeram vídeos batendo o café à mão, sem usar Mixers. O nome vem de dalgona, um doce de açúcar coreano devido à semelhança de sabor e aparência, apesar do fato de que a maioria desses cafés não contém dalgona.

## História
A moda viral de compartilhar receitas e fotos do 'faça você mesmo' com este café tornou-se popular durante o período de estranhamento físico encomendado na Coréia do Sul e, por esse motivo, foi apelidada de 'bebida em quarentena' ou 'café em quarentena'. Acredita-se que o ator sul-coreano Jung Il-woo tenha sido quem deu o nome, quando ele pediu um batido em uma cafeteria em Macau durante sua aparição em um programa de televisão chamado Top receita de estrelas na Fun-Staurant  (  신상 출시 스토 랑 ) e comparar seu sabor com dalgona, um tipo de café coreano com mel e caramelo.